# Arnim Halter
Arnim Halter (* 26. Februar 1948 in Hombrechtikon; † 7. Juni 2023) war ein Schweizer Schauspieler und Regisseur.

## Leben
Arnim Halter absolvierte seine Schauspielausbildung von 1965 bis 1967 in der Schauspielgemeinschaft Zürich und von 1967 bis 1969 bei Etienne Decroux in Paris.
Von 1970 bis 1977 war er als freischaffender Schauspieler und Regisseur tätig. Danach hatte er Engagements am Fränkisch-Schwäbischen Städtetheater Dinkelsbühl, am Marburger Schauspiel und von 1980 bis 1984 am Stadttheater St. Gallen.
Seit 1984 arbeitet Halter wieder als freischaffender Schauspieler und Regisseur. Unter anderem am Stadttheater Bern, Atelier-Theater Bern, Stadttheater Chur, am Theater für Vorarlberg und am Stadttheater St. Gallen.
1997 gründete er zusammen mit Helmut Schüschner und Regine Weingart die freie Gruppe Parfin de siècle, die seither an verschiedenen Orten in St. Gallen Inszenierungen und szenische Lesungen zeigt. Auf 1. Januar 2021 wurde das Theater einem neuen künstlerischen Leiter, Mattias Flückiger übergeben. Halter und Weingart zogen sich zurück.
Arnim Halter war ab 1990 Dozent an der Pädagogischen Hochschule St. Gallen und am Lehrerseminar Rorschach.

## Theater (Auszug)
- 1982: Clov in Becketts „Endspiel“
- 1982: Kent in Shakespeares „König Lear“
- 1991: Braschs „Frauen Krieg Lustspiel“
- 1993: Ibsens „Hedda Gabler“
- 1994: Horváths „Kasimir und Karoline“
- 1999: Purcells „Dido and Aeneas“
- 2011: Black Boxes von Christine Fischer[5]